# Corral de Barrancos
Corral de Barrancos är en ort i Mexiko.   Den ligger i kommunen Jesús María och delstaten Aguascalientes, i den centrala delen av landet, 400 km nordväst om huvudstaden Mexico City. Corral de Barrancos ligger 1 858 meter över havet och antalet invånare är 3 158.
Terrängen runt Corral de Barrancos är platt åt sydost, men åt nordväst är den kuperad. Runt Corral de Barrancos är det tätbefolkat, med 459 invånare per kvadratkilometer. Närmaste större samhälle är Aguascalientes, 9,1 km sydost om Corral de Barrancos. Trakten runt Corral de Barrancos består till största delen av jordbruksmark.